# Stawno (powiat drawski)
Stawno (niem. Stöwen, w latach 1945-47 Stobno) – wieś sołecka w Polsce położona w województwie zachodniopomorskim, w powiecie drawskim, w gminie Złocieniec. W latach 1975–1998 miejscowość administracyjnie należała do województwa koszalińskiego. W roku 2007 wieś liczyła 158 mieszkańców.

## Geografia
Wieś leży ok. 6,5 km na południe od Złocieńca, nad jeziorem Stawno, między Złocieńcem a Lubieszewem i znajduje się w geometrycznym centrum powiatu.

## Zabytki i atrakcje turystyczne
Kościół filialny pw. Matki Boskiej Ostrobramskiej z XIX wieku, neoromański, z kamienia, bez wieży, z drewnianą dzwonnicą. Kościół rzymskokatolicki należący do parafii pw. Wniebowzięcia Najświętszej Maryi Panny w Złocieńcu, dekanatu Drawsku Pomorskim, diecezji koszalińsko-kołobrzeskiej, metropolii szczecińsko-kamieńskiej.
Z racji położenia w geometrycznym centrum powiatu, w listopadzie 2014 roku utworzono w Stawnie geodezyjne stanowisko edukacyjne. Zawiera ono elementy różnych znaków i obiektów geodezyjnych wraz z ich opisem. Umieszczone tu tablice informacyjne zawierają informacje o punktach osnowy geodezyjnej, o granicach i znakach granicznych, przykłady stabilizacji różnymi znakami geodezyjnymi, przekroje posadowienia znaków geodezyjnych z podcentrem. Znajduje się tu również widokowa wieża triangulacyjna oraz miejsce wypoczynkowe z ławką i stołem.

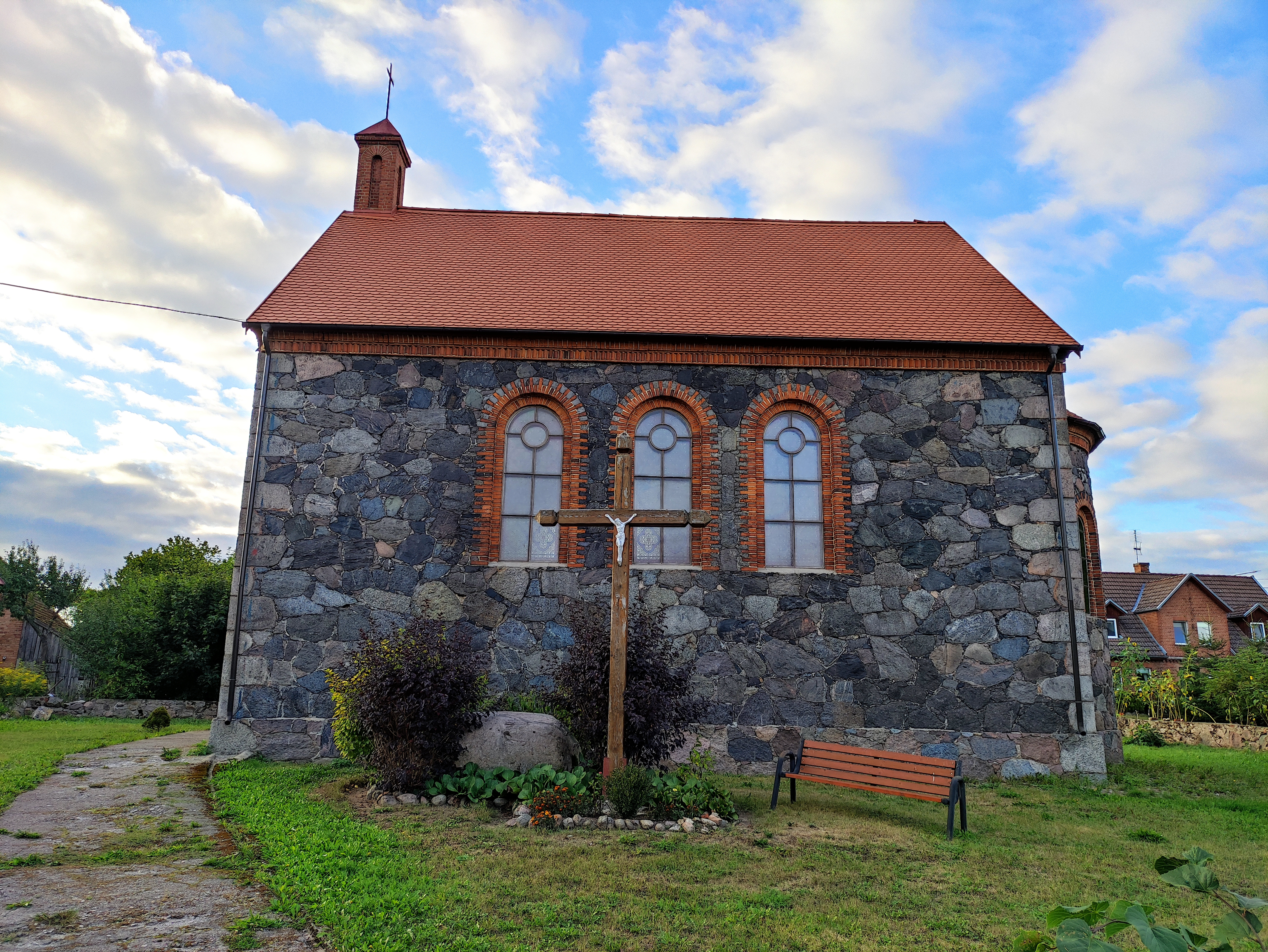
Kościół Matki Boskiej Ostrobramskiej
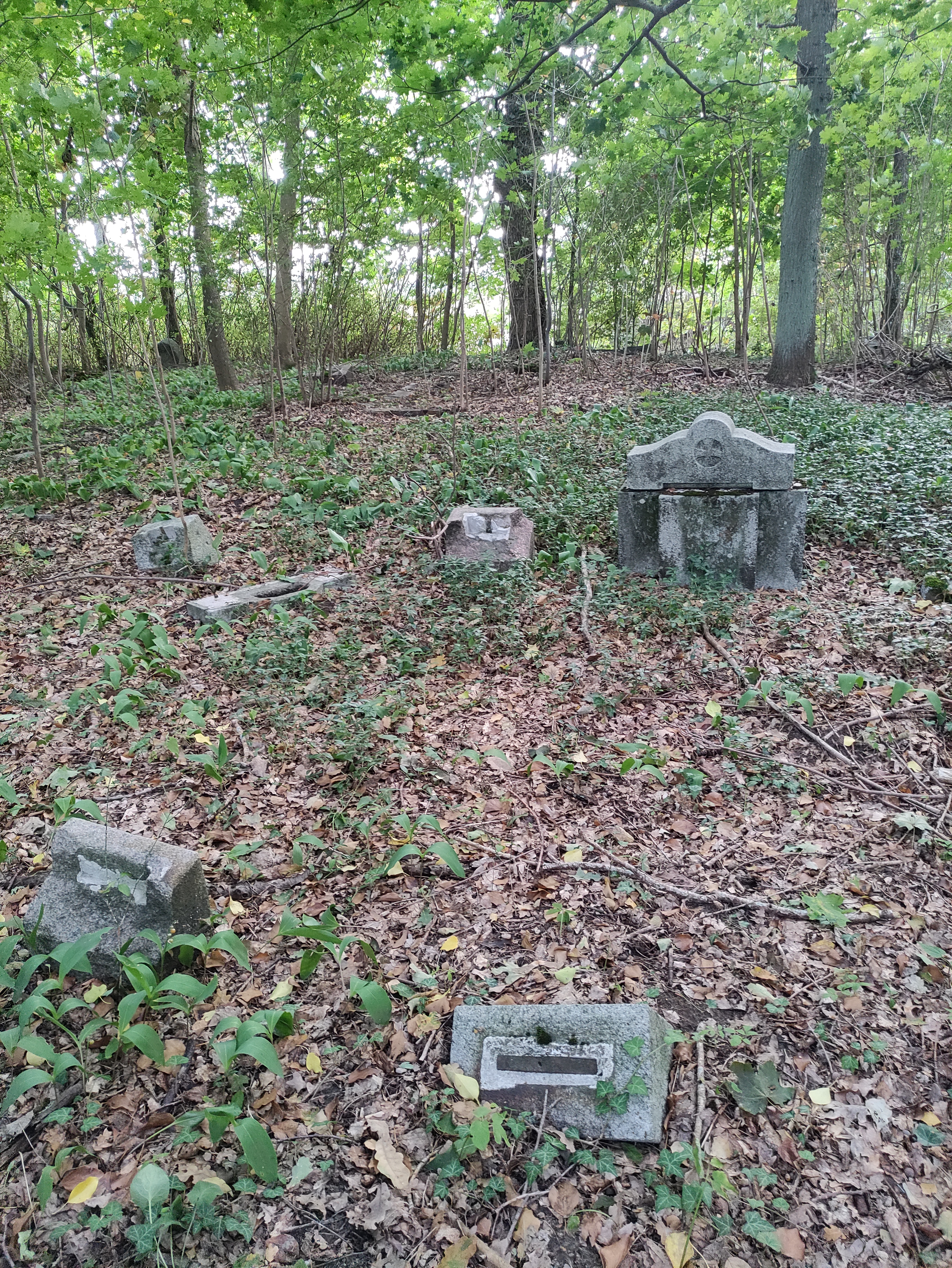
Dawny cmentarz ewangelicki